# 菊田圭佑
菊田 圭佑（きくた けいすけ、1998年4月28日 - ）は、ジャパンラグビーリーグワンNECグリーンロケッツ東葛に所属するラグビー選手。

## プロフィール
- 宮城県出身[1]。
- ポジションはプロップ(PR)。
- 身長 173 cm、体重 113 kg
- ニックネームはきく、きくちゃん。

## 略歴
2017年、仙台育英高校卒業後、法政大学に入る。
2021年、法政大学卒業後、NECグリーンロケッツ（同年6月よりNECグリーンロケッツ東葛）に加入。
2022年1月8日に行われたJAPAN RUGBY LEAGUE ONE第1節横浜キヤノンイーグルス戦にて途中出場で公式戦初出場を果たした。